# Temple de la Concòrdia (Agrigent)
El temple de la Concòrdia és un temple grec de l'antiga ciutat d'Acragant, situat a la Vall dels Temples d'Agrigent. En l'actualitat, encara es desconeix a qui va ser dedicat aquest temple, però el nom de "temple de la Concòrdia" està documentat ja al segle xvi per Tommaso Fazello, un dels primers historiadors, geògrafs i arqueòlegs sicilians. Construït en els anys 440-430 ae, és considerat, pel seu estat de conservació, un dels edificis sagrats de l'època clàssica més notables del món grec.

## Descripció

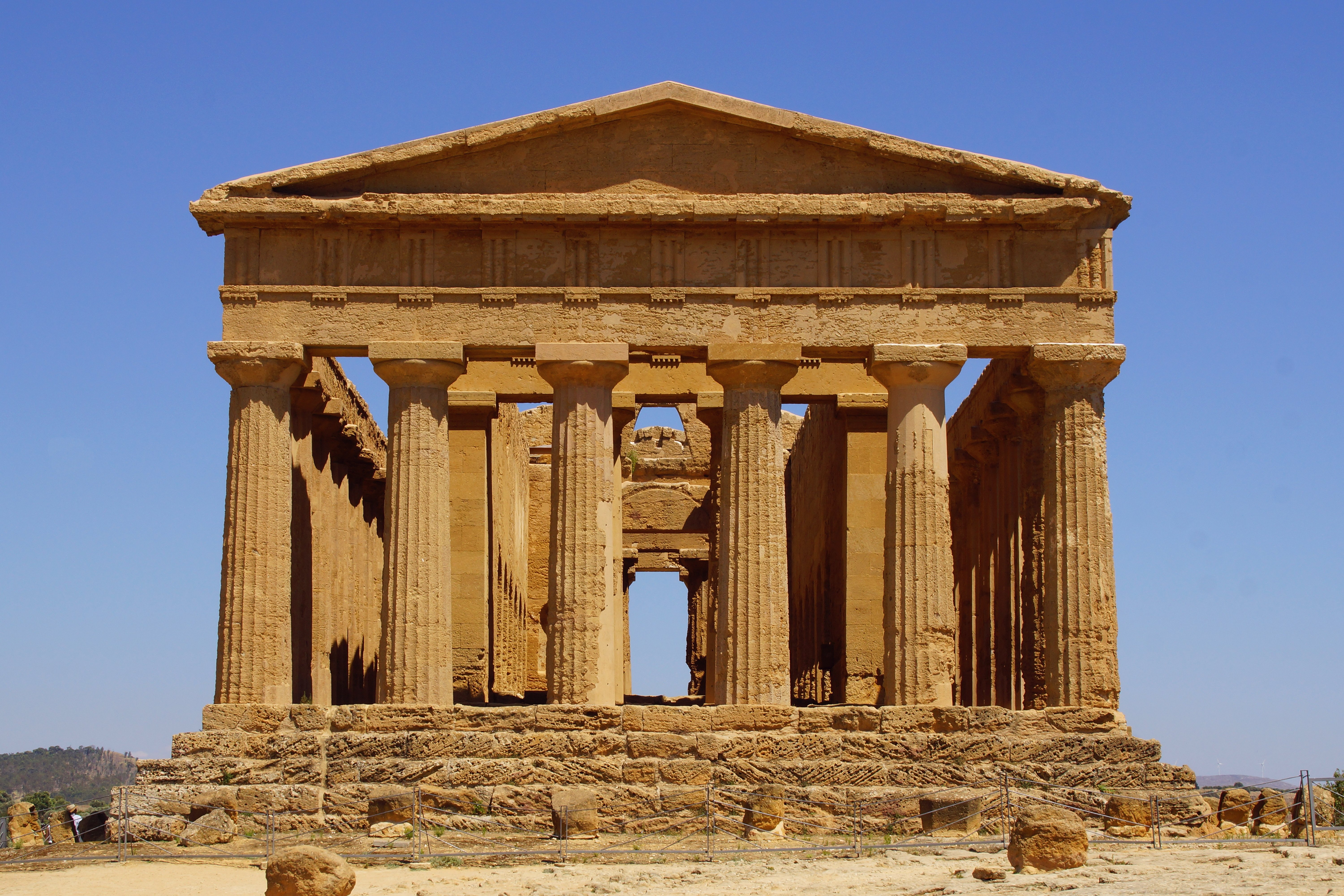
Temple de la Concòrdia, vist del seu costat occidental

Aquest temple, igual que el proper temple de Juno, està construït sobre un basament massís la funció del qual era anivellar les irregularitats del terreny rocós. Sobre un crepidoma de quatre esglaons, de 39,44 m de longitud i 16,91 d'amplària, s'erigeix una molt ben conservada perístasi (pòrtic que envolta el naos) de 6 x 13 columnes. Aquestes fan 6,72 m d'alçada, tenen tallades vint estries al seu fust i presenten una harmoniosa èntasi o curvatura de la secció vertical cap als 2/3 de la longitud total. Al damunt hi recolza l'arquitrau, el fris de tríglifs i mètopes, i la cornisa amb mútuls. Se n'han conservat també els timpans íntegrament. Per un esglaó s'accedeix al naos, precedit pel prónaos in antis (dit així perquè les dues columnes del pòrtic queden emmarcades per dues parets laterals anomenades anta), de manera semblant a l'opistòdom, situat simètricament a la part posterior del temple.

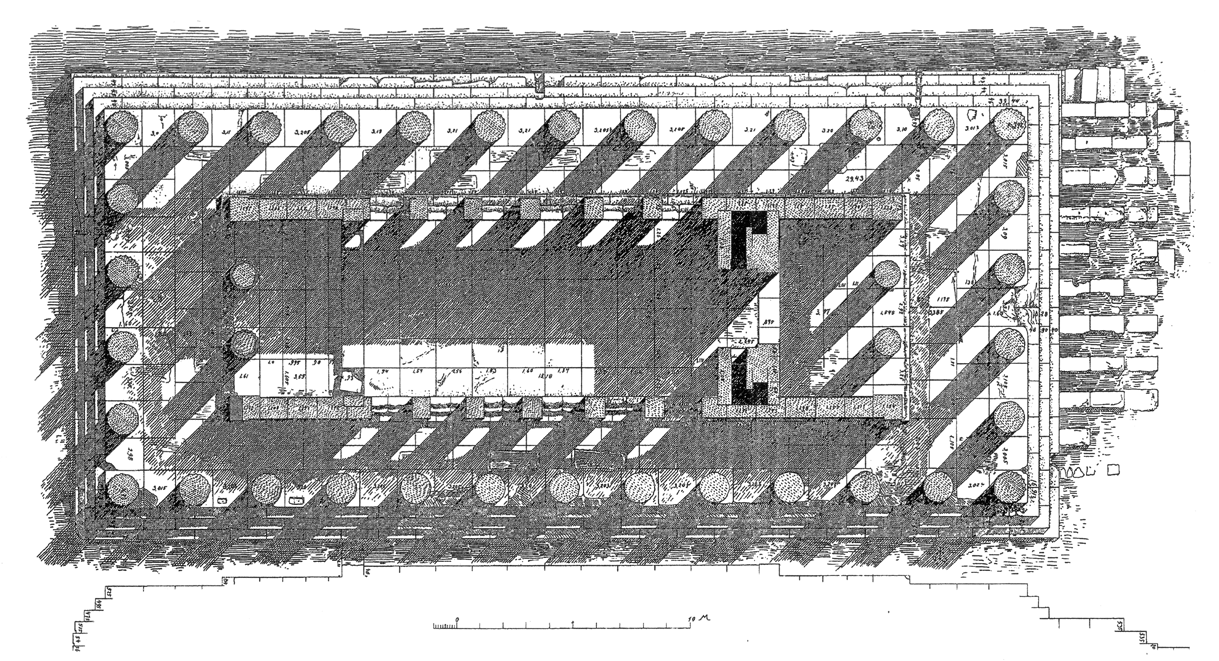
Planta del temple de la Concòrdia per Robert Koldewey

Se'n conserven les escales integrades als murs frontals del naos, que permetien pujar al sostre. També es veuen els buits que allotjaven les bigues de fusta de la coberta, situats a la part superior dels murs del naos i als blocs de l'entaulament de la perístasi. L'exterior i l'interior del temple estaven revestits d'estucs policroms. El cimaci formava un canaló amb pròtom en forma de lleó, i el sostre estava cobert amb teules de marbre.
Transformaren el temple en església cristiana al segle vi. Se'n reforçà l'estructura i s'eliminaren els ornaments originals. Se'n modificà l'orientació inicial: abateren el mur del fons del naos, es tancaren els intercolumnis i es feren dotze obertures arquejades a les parets del naos. Així es constituïren les tres naus preceptives, les dues laterals a la perístasi i la central coincidint amb el naos. Destruïren l'altar d'època clàssica i en col·locaren sagristies al costat est. L'edifici es convertí en una basílica quasi perfecta. Les fosses excavades a l'interior i l'exterior de l'església es relacionen amb sepelis de l'alta edat mitjana, col·locats segons el costum en estreta relació amb la basílica.

## Alineament astronòmic
Com gairebé tots els temples grecs, el temple de la Concòrdia està alineat seguint la direcció est-oest. S'han realitzat estudis sobre el seu alineament amb l'eixida del sol durant l'equinocci de primavera.